# Coupe de France féminine de cyclisme sur route 2000
Cet article traite uniquement de la compétition féminine. Pour les résultats de la compétition masculine, voir Coupe de France de cyclisme sur route 2000.
Navigation
Coupe de France 2001
La Coupe de France féminine de cyclisme sur route 2000  est la 1re édition de la Coupe de France féminine de cyclisme sur route. La victoire finale revient à la Française Juliette Vandekerckhove.
Cette première édition s'est déroulée du 26 mars au 22 octobre 2000 et est composée de sept épreuves dont la Route des Vins qui s'est disputée en deux étapes.

## Résultats
| Dates      | Courses                                        |  | Vainqueur            |
| 26 mars    | Ronde d’Aquitaine                              |  | Géraldine Löewenguth |
| 9 avril    | Le Vignoble Nantais                            |  | Marion Clignet       |
| 30 avril   | Trophée des grimpeurs féminin                  |  | Edita Pučinskaitė    |
| 28 mai     | Route des Vins                                 |  | Maryline Salvetat    |
| 16 juillet | Boucles Nontronnaises                          |  | Jeannie Longo        |
| 27 août    | Trophée féminin du Crédit Immobilier de France |  | Corinne Sempé        |
| 22 octobre | Chrono des Herbiers                            |  | Jeannie Longo        |

## Classement
|    | Coureur                 | Pts. |
| -- | ----------------------- | ---- |
| 1. | Juliette Vandekerckhove | 112  |
| 2. | Karine Dalmais          | 101  |
| 3. | Maryline Salvetat       | 87   |